# 武蔵野台駅
武蔵野台駅（むさしのだいえき）は、東京都府中市白糸台四丁目にある、京王電鉄京王線の駅である。京王中央管区所属。駅番号はKO21。

## 歴史

### 年表
- 1916年（大正5年）10月31日：京王電気軌道（現・京王電鉄）の車返駅（くるまかえしえき）として開設。
- 1944年（昭和19年）5月31日：東急電鉄（大東急）が京王電気軌道を吸収合併、同社京王線の駅となる。
- 1948年（昭和23年）6月1日：東急から京王帝都電鉄が分離、同社の駅となる
- 1959年（昭和34年）6月1日：武蔵野台駅（むさしのだいえき）へ改称。
- 1979年（昭和54年）月日不明：地下道の駅舎完成。
- 1979年（昭和54年）10月3日：駅東側の飛田給11号踏切でトラック（2名乗車）荷台から踏切の線路上に転落した重機と上り急行列車が衝突、重機は上り急行列車との衝突の際、前に押し出されて下り線へはみ出し、さらに今度は下り特急列車が衝突して前2両が脱線転覆、下り特急列車の先頭車両が落下した重機を載せたトラックに衝突した。重機に乗り込んでいたトラック運転手1名が重機ごと電車に轢かれて死亡し、乗員乗客52名が負傷した上、初代5000系にも1両廃車（下り特急列車の先頭車両、クハ5871が廃車。）が生じる事故が発生した。尚、列車二重衝突事故を起こした重機は同駅の駅舎改築[1]（地下道の駅舎完成後に同駅東側の旧駅舎を解体。）に伴う旧駅舎の跡地付近での道路舗装工事に使われており、事故当日は降雨により作業が中止され、重機をトラックに載せて撤収・移送している途中での事故だった。

- 2010年（平成22年）12月5日：橋上駅舎使用開始。
- 2011年（平成23年）9月：駅改良工事竣工。
- 2013年（平成25年）2月22日：ダイヤ改定に伴い、快速停車駅となる[2]。同時にKO21の駅ナンバリングを導入。

### 駅名の由来
当駅のすぐ南を立川崖線が通っていることから、所在地一帯の地形「武蔵野台地」に因む。同じ府中市内には武蔵台の地名もあるが、当駅から6km程離れている。
旧名の車返は駅開業当時の旧地名である。源頼朝が奥州から鎌倉へ薬師如来像を運ぶ道中、当地で野営をしていたところ、夢に出てきた薬師如来から像をここへ置いていくよう告げられ、像を乗せてきた車（大八車）をここから奥州へ返したことによる。薬師如来像は、当駅南東にある本願寺に安置されている。

## 駅構造
相対式ホーム2面2線を有する地上駅。改札口は橋上駅舎内2Fにある。両ホーム中間部には冷暖房完備の待合室が設置されている。
トイレは改札口を入って2F改札内にある。ユニバーサルデザインの一環としての「だれでもトイレ」（オストメイト対応）が設置されている。
改札口と各ホーム間、および北口・南口地上間にエスカレーターが設置されている。

### のりば
| 番線  | 路線   | 方向 | 行先                                      |
| ----- | ------ | ---- | ----------------------------------------- |
| 1番線 | 京王線 | 下り | 京王八王子・高尾山口・多摩動物公園方面    |
| 2番線 | 京王線 | 上り | 調布・明大前・笹塚・新宿・ 都営新宿線方面 |

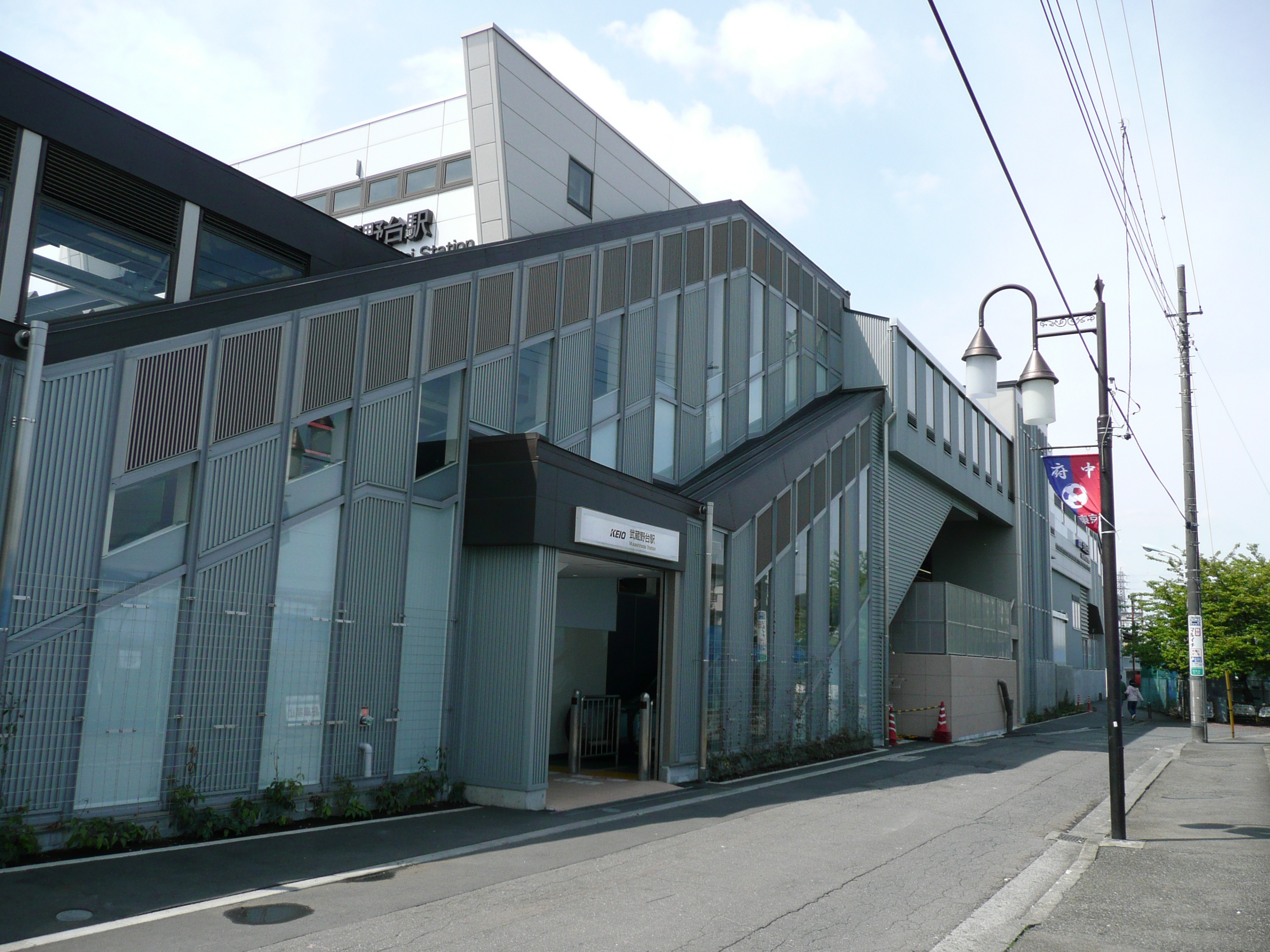
北口（2012年4月）
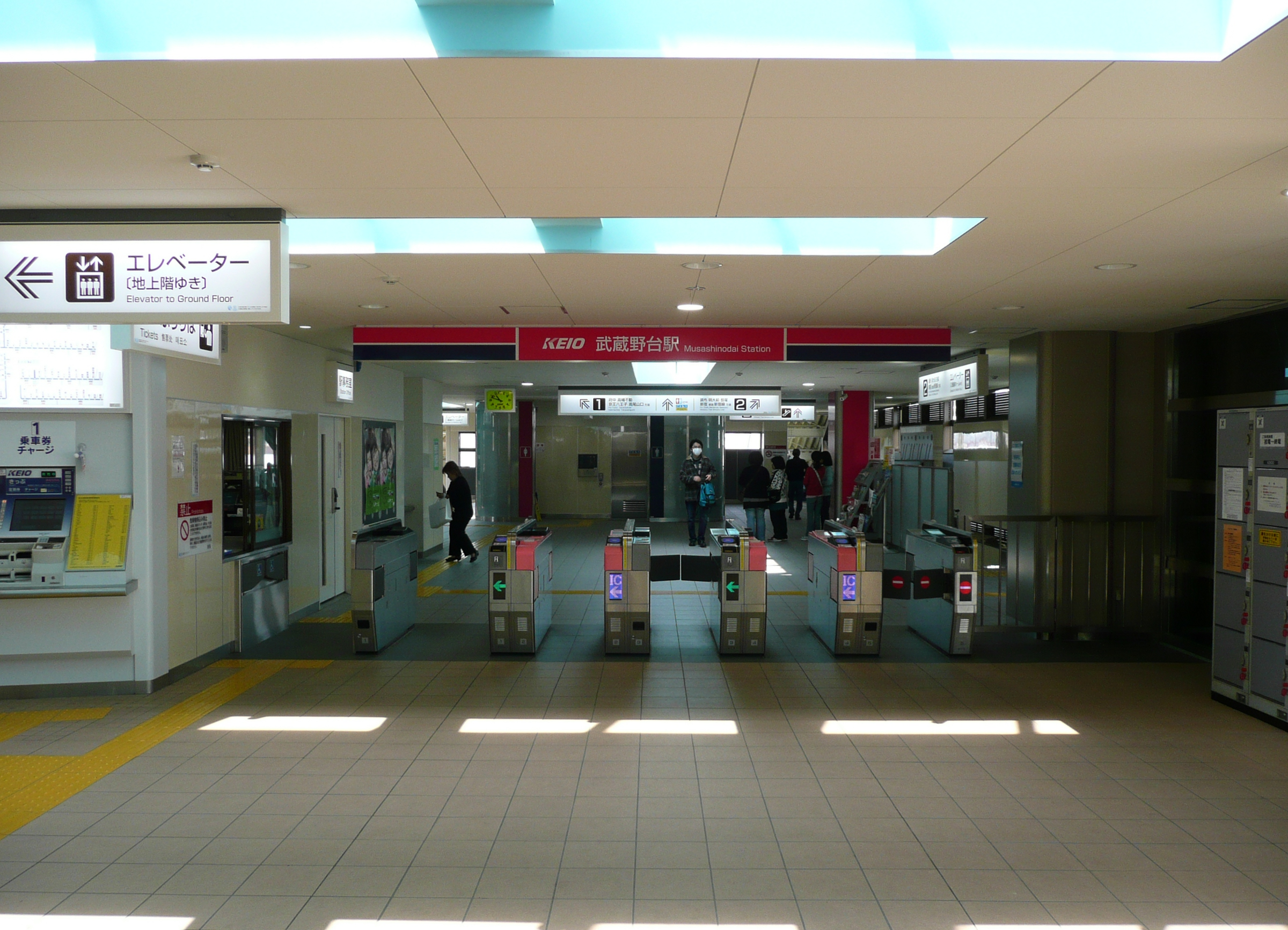
改札口（2012年4月）
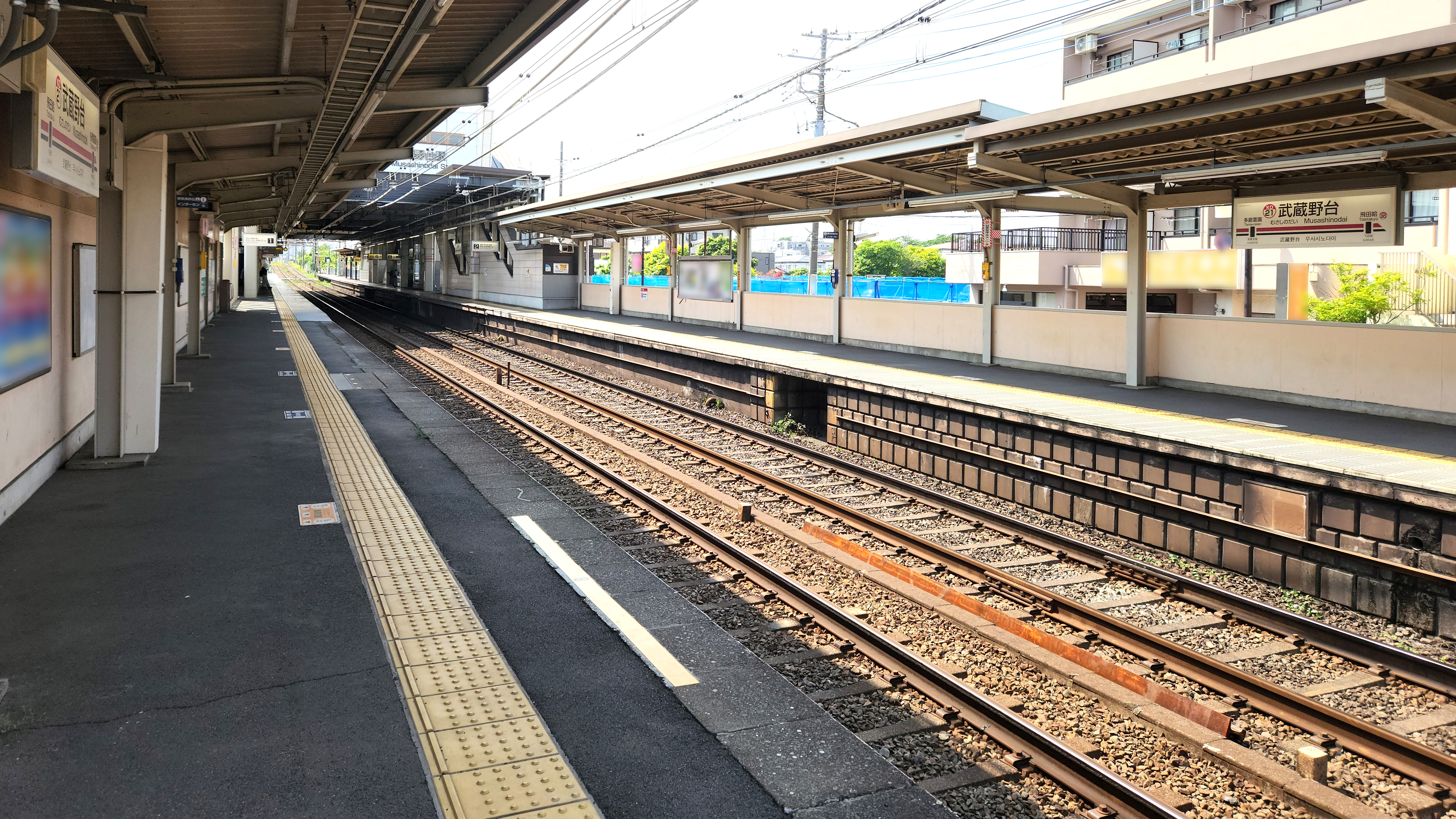
ホーム（2022年5月）
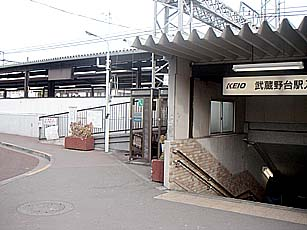
橋上化前の南口
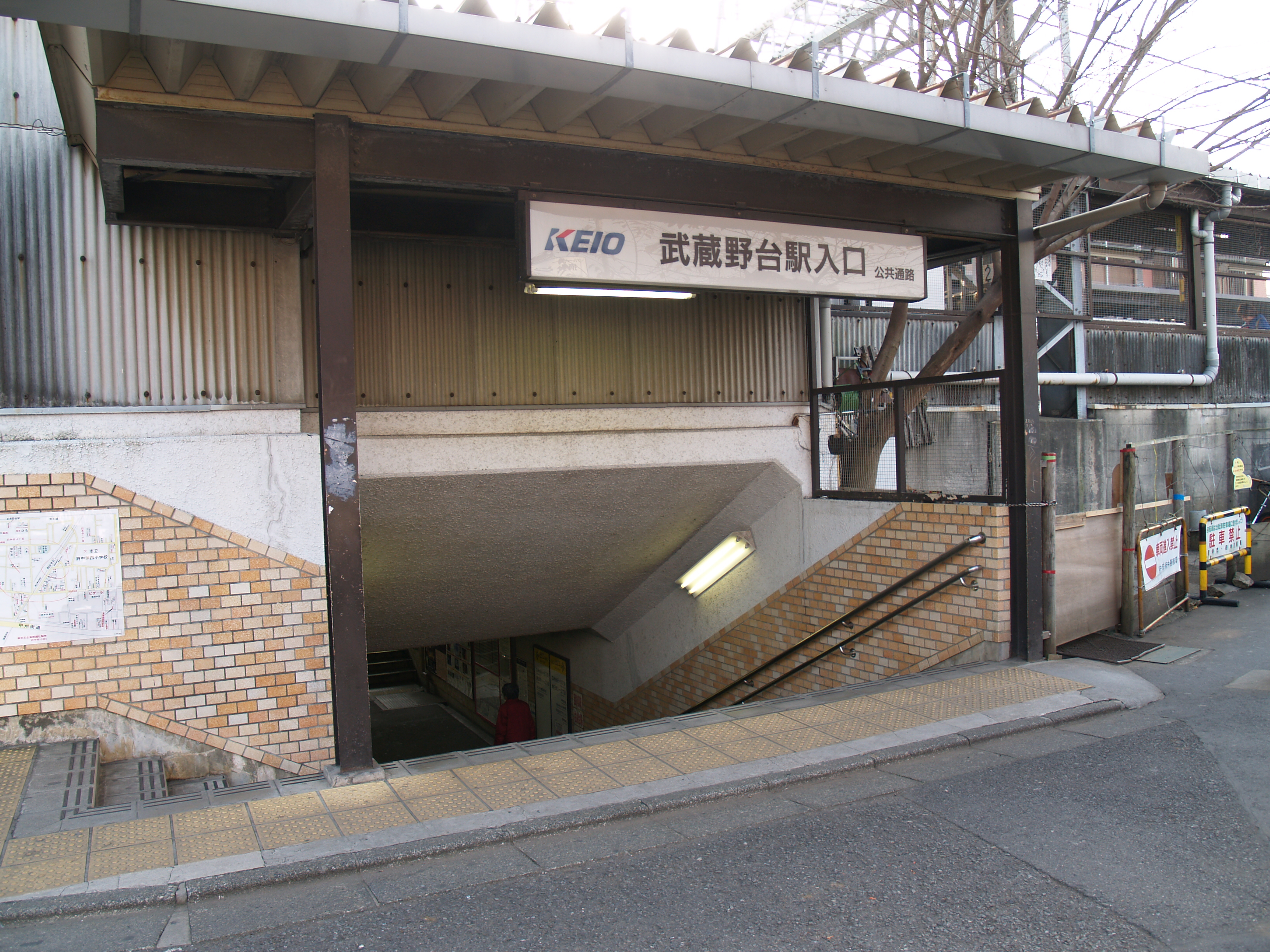
橋上化前の北口（2006年12月）
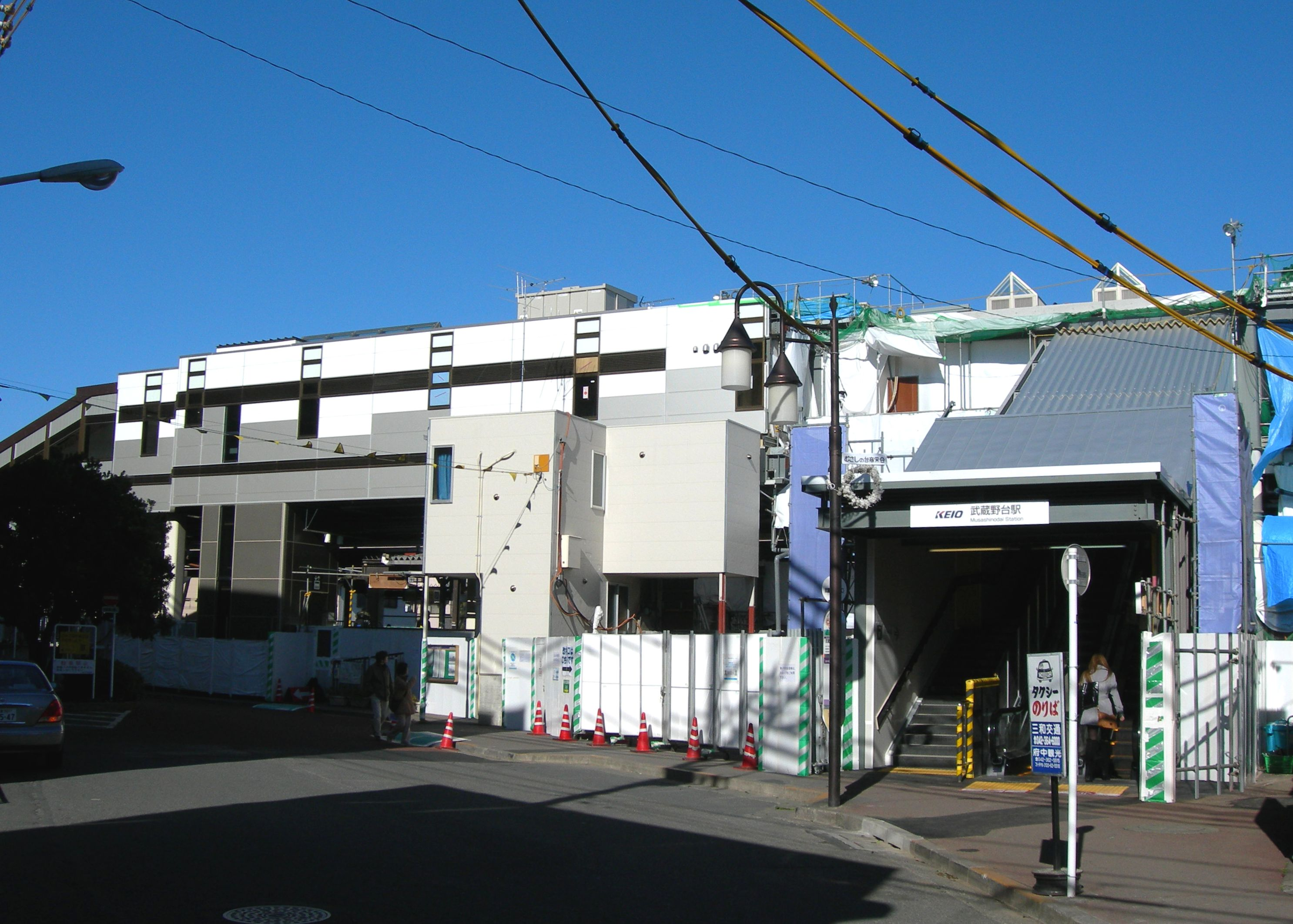
建設中の橋上駅舎（2010年12月）

## 利用状況
2024年度（令和6年度）の1日平均乗降人員は22,356人である。
近年の1日平均乗降・乗車人員の推移は以下の通り。
| 年度               | 1日平均 乗降人員 | 1日平均 乗車人員 | 出典     |
| ------------------ | ---------------- | ---------------- | -------- |
| 1955年（昭和30年） | 889              |                  |          |
| 1960年（昭和35年） | 1,300            |                  |          |
| 1965年（昭和40年） | 2,937            |                  |          |
| 1970年（昭和45年） | 4,212            |                  |          |
| 1975年（昭和50年） | 5,085            |                  |          |
| 1980年（昭和55年） | 13,397           |                  |          |
| 1985年（昭和60年） | 18,262           |                  |          |
| 1990年（平成02年） | 20,278           | 9,945            | [ * 1 ]  |
| 1991年（平成03年） |                  | 10,093           | [ * 2 ]  |
| 1992年（平成04年） |                  | 10,151           | [ * 3 ]  |
| 1993年（平成05年） |                  | 10,170           | [ * 4 ]  |
| 1994年（平成06年） |                  | 10,359           | [ * 5 ]  |
| 1995年（平成07年） | 21,672           | 10,708           | [ * 6 ]  |
| 1996年（平成08年） |                  | 10,992           | [ * 7 ]  |
| 1997年（平成09年） |                  | 11,030           | [ * 8 ]  |
| 1998年（平成10年） |                  | 11,334           | [ * 9 ]  |
| 1999年（平成11年） |                  | 11,120           | [ * 10 ] |
| 2000年（平成12年） | 22,392           | 11,096           | [ * 11 ] |
| 2001年（平成13年） |                  | 11,173           | [ * 12 ] |
| 2002年（平成14年） | 23,150           | 11,501           | [ * 13 ] |
| 2003年（平成15年） | 23,712           | 11,653           | [ * 14 ] |
| 2004年（平成16年） | 23,617           | 11,638           | [ * 15 ] |
| 2005年（平成17年） | 24,206           | 11,929           | [ * 16 ] |
| 2006年（平成18年） | 24,707           | 12,208           | [ * 17 ] |
| 2007年（平成19年） | 25,618           | 12,661           | [ * 18 ] |
| 2008年（平成20年） | 25,627           | 12,682           | [ * 19 ] |
| 2009年（平成21年） | 25,153           | 12,460           | [ * 20 ] |
| 2010年（平成22年） | 24,821           | 12,299           | [ * 21 ] |
| 2011年（平成23年） | 24,469           | 12,112           | [ * 22 ] |
| 2012年（平成24年） | 24,647           | 12,216           | [ * 23 ] |
| 2013年（平成25年） | 24,986           | 12,392           | [ * 24 ] |
| 2014年（平成26年） | 24,584           | 12,170           | [ * 25 ] |
| 2015年（平成27年） | 25,201           | 12,451           | [ * 26 ] |
| 2016年（平成28年） | 25,458           | 12,605           | [ * 27 ] |
| 2017年（平成29年） | 25,728           | 12,740           | [ * 28 ] |
| 2018年（平成30年） | 26,121           | 12,948           | [ * 29 ] |
| 2019年（令和元年） | 26,232           | 12,984           | [ * 30 ] |
| 2020年（令和02年） | 18,902           | 9,375            | [ * 31 ] |
| 2021年（令和03年） | 20,000           | 10,016           | [ * 32 ] |
| 2022年（令和04年） | 21,169           |                  |          |
| 2023年（令和05年） | 22,002           |                  |          |
| 2024年（令和06年） | 22,356           |                  |          |

## 駅周辺
主に住宅地として利用されているが、駅南側にはUR車返団地等の集合住宅が複数ある。南口は小さなロータリーとなっており、府中市コミュニティバス「ちゅうバス」のバス停がある。
駅東側の踏切を渡る府中市道は、北は旧甲州街道（東京都道229号府中調布線）から、南は車返団地までを結んでいる。この市道沿いと、南口ロータリーからこの市道に至る道沿いに商店街が形成されている。

### 駅構内の商業施設の変遷
2011年（平成23年）3月の駅舎改築に伴い、駅構内（改札外）に店舗スペースが設置され、コンビニエンスストアのK-Shopと書籍販売の啓文堂書店が開店したが、2018年（平成30年）9月限りでどちらも閉店した。
その後、2019年（平成31年）2月に両店舗の店舗跡を利用して地産地消をテーマにした複合店舗「武蔵野台商店」が開店した。しかし、新型コロナウイルスによる感染症拡大に伴う緊急事態宣言を受けて2020年（令和2年）4月8日より臨時休業していたが、同年5月20日に再開することなくそのまま閉店することが発表された。
その後、店舗跡は京王ストアがフランチャイズで運営するドラッグストアマツモトキヨシ武蔵野台駅店が2020年（令和2年）11月27日に開業した。

### 近隣の施設等
- 本願寺（八幡山廣徳院）
- マインズ農業協同組合 白糸台支店
- 都市再生機構車返団地
  - 府中車返団地内郵便局
  - ダイソー 府中車返店
- オリンピック 武蔵野台店（丸正 武蔵野台駅前店の居抜き）
- 青木屋 武蔵野台店
- 白糸台中部公会堂
- 白糸台中央公園
- コープみらい 府中車返店
- サンドラッグ 車返店

### 近隣の駅
- 西武多摩川線白糸台駅 - 当駅より約600mの所にあり、北口前にも同駅への案内図があるが、連絡運輸は行っていない。

## バス路線
南口ロータリー内に「武蔵野台駅南口」停留所が設置されており、以下の路線が発着する。
- 府中市コミュニティバス「ちゅうバス」
  - 朝日町ルート - 榊原記念病院経由多磨駅行
  - 朝日町ルート - 東府中駅経由府中駅行
  - 押立町ルート - 競艇場前駅南口経由府中駅行（当停留所始発）

## 隣の駅
京王電鉄
 京王線
■特急・■急行・■区間急行
通過
■快速（平日下りのみ運転）・■各駅停車
飛田給駅 (KO20) - 武蔵野台駅 (KO21) - 多磨霊園駅 (KO22)